# Zülpicher Straße (Nörvenich)

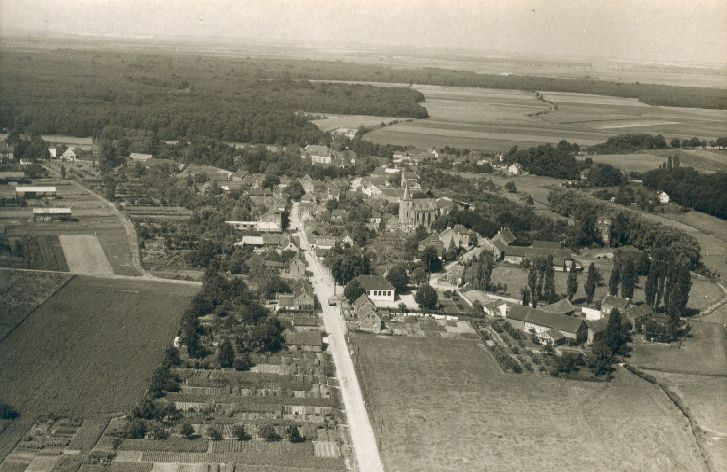
Die Straße ortseinwärts vor dem Zweiten Weltkrieg

Die Zülpicher Straße in Nörvenich, einer Gemeinde im Kreis Düren (Nordrhein-Westfalen), ist eine historische Hauptortszufahrt.
Sie zweigt südwestlich des Ortes von der Bundesstraße 477, der alten römischen Heerstraße von Neuss nach Zülpich, ab. Sie trifft mitten im Ort auf den Marktplatz und endet auch dort. Sie ist die einzige Straße in der Gemeinde, deren Hausnummerierung über 100 hinausgeht.
In der Straße haben alle drei praktischen Ärzte der Gemeinde ihre Praxen. Hier wohnten auch die Orgelbauer Geschwister Kalscheuer. In Haus Nummer 2 befand sich im 19. Jahrhundert eine Brauerei. Von 1918 bis 1964 befand sich in dem Gebäude die einzige Apotheke im Ort, die von 1964 bis 1987 in der Bahnhofstraße 41, jetzige Polizei und 1987 zum Marktplatz umzog. Das Haus Zülpicher Straße 22 war bis in die 1990er Jahre das Altersheim der katholischen Kirchengemeinde. Es wurde in der Jakob-Breidkopff-Straße neu gebaut.
Die Straße hatte schon immer den heutigen Namen und wird im Volksmund En de Zöllech genannt. Interessant ist, dass der untere Teil der Straße vom Marktplatz bis zur Kirchgasse bis 1808 zur Nörvenicher Pfarre St. Medardus gehörte und der restliche Straßenzug zur Hochkirchener Pfarre St. Viktor.